# Gilberto di Siria
Gilberto di Siria (anche Gilberto, Josberto o Gioberto; ... – 1177) fu il settimo Gran Maestro dell'Ordine dei Cavalieri Ospitalieri dal 1172 fino alla sua morte, che viene considerata, per via della sparizione dalle cronache, il 1177.

## Biografia
Egli succedette a Gastone de Murols (1170-1172), secondo quanto aveva stabilito il predecessore di Gastone, Gilbert d'Aissailly, che era ancora vivente, ma era stato deposto. Proprio in memoria dei fatti di quest'ultimo, Gilberto non fu prodigo nello spendere il patrimonio dell'ordine, dimostrandosi responsabile e calibrato nelle emissioni di denaro. Egli si preoccupò della costruzione di numerosi panifici per la produzione di pane bianco per i poveri dell'Ospedale di Gerusalemme. Nell'agosto del 1174, egli si rifiutò di sostenere la campagna navale intrapresa da altri ordini in aiuto alla marina siciliana che stava attaccando l'Egitto con a capo Milo di Plancy, reggente di Gerusalemme. Nel dicembre dello stesso, ad ogni modo, egli aiutò il nuovo Re, Raimondo III di Tripoli, nel pianificare un attacco al Sultano Saladino. Egli e le sue forze vennero minacciati personalmente da Saladino. La battaglia non ebbe luogo, e i franchi lasciarono alcuni ostaggi turchi in cambio di riottenere parte dei propri territori.
Nel 1176, Baldovino IV di Gerusalemme si confermò garante delle terre d'Egitto per l'ordine in cambio dell'assistenza di Gilberto nella campagna che si stava svolgendo in quel sito. Malgrado Gilberto sostenesse la causa egiziana, egli è menzionato per l'ultima volta nel gennaio del 1177, e il suo successore, Roger de Moulins, non aderì a quanto stabilito dal predecessore, il che fa pensare oggi ad un complotto o ad una destituzione forzata.